# Haminoea hydatis
Haminoea hydatis är en snäckart som först beskrevs av Carl von Linné 1758.  Haminoea hydatis ingår i släktet Haminoea och familjen Haminoeidae. Inga underarter finns listade i Catalogue of Life.

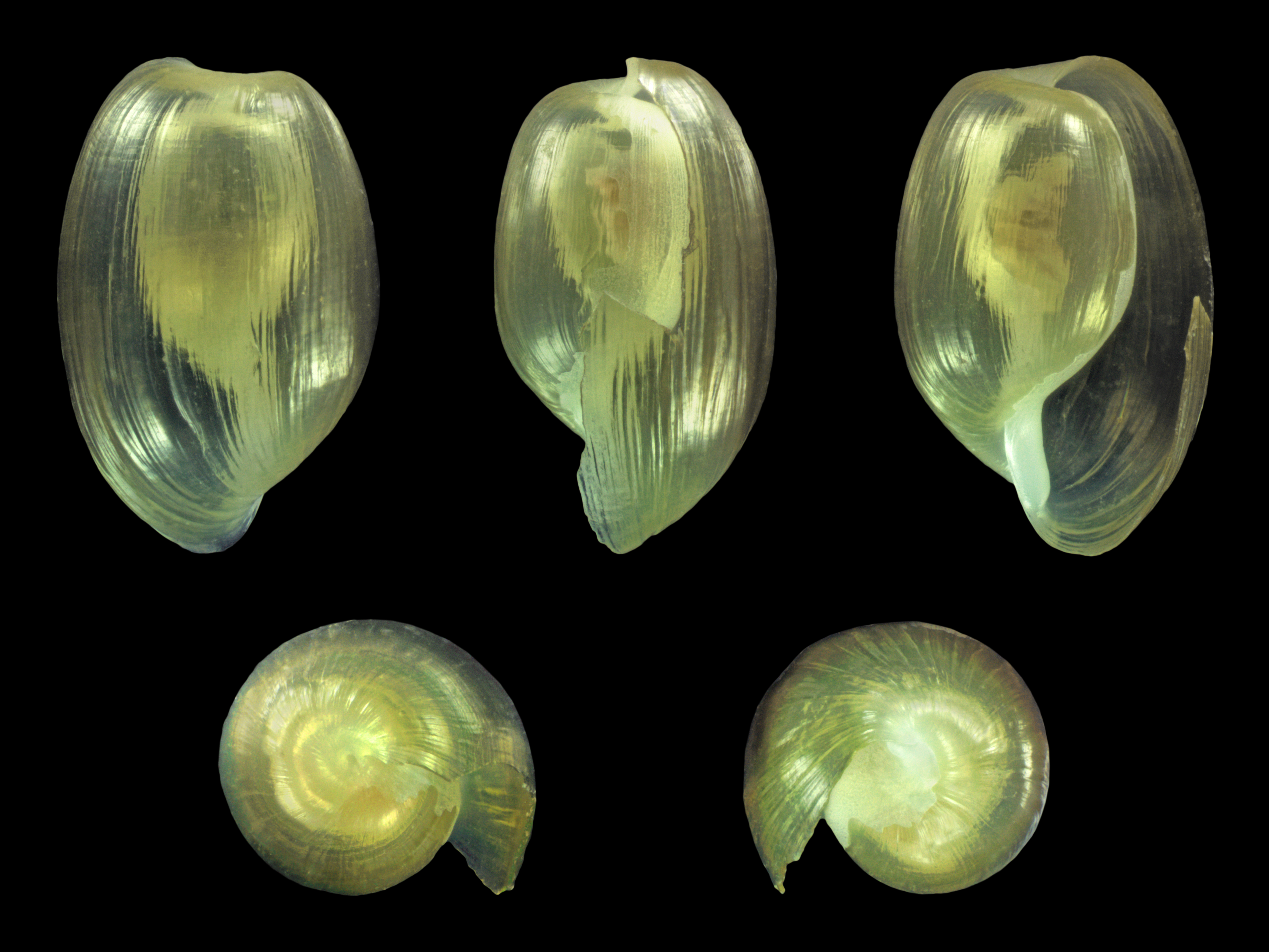
Haminoea hydatis cymoelia